# Agogo (album)
KMFDM släppte albumet Agogo 1998, på TVT Records. Det är en samlingsskiva bestående framför allt av B-sidor och remixade låtar, till skillnad från Retro, som var en samling med KMFDM:s hitlåtar.

## Låtlista
| Nr  | Titel            | Längd | Notering                        |
| --- | ---------------- | ----- | ------------------------------- |
| 1.  | Thank You        | 0:44  | 1991 - aldrig tidigare utgiven  |
| 2.  | Godlike          | 3:33  | 1990 - från Naïve               |
| 3.  | Virus-Dub        | 6:24  | 1990 - från Naïve               |
| 4.  | Rip the System!  | 3:34  | 1989 - från More & Faster       |
| 5.  | Naff Off         | 4:16  | 1989 - från More & Faster       |
| 6.  | Mysterious Ways  | 3:10  | 1993 - från Shut up Kitty       |
| 7.  | Ooh La La        | 4:02  | 1992 - Hellraiser III filmmusik |
| 8.  | Hole in the Wall | 4:23  | 1993 - aldrig tidigare utgiven  |
| 9.  | Agogo            | 7:01  | 1993 - aldrig tidigare utgiven  |
| 10. | Zip              | 5:11  | 1985 - aldrig tidigare utgiven  |